# Tempel

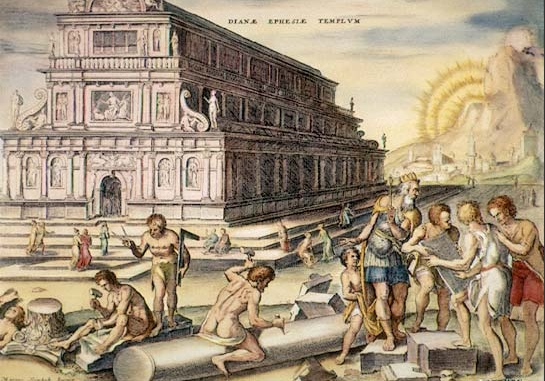
De Tempel van Artemis in Efeze, een wereldwonder, afgebeeld door de 16e-eeuwse Nederlandse schilder Martin Heemskerck

Een tempel is een gebouw of ruimte waar religieuze bijeenkomsten plaatsvinden. Hier kan een mens 'in contact treden' met diens god(en) en deze vereren. Het oude Sumerisch woord voor tempel betekent wachtkamer (de vestigingsplaats waar de godheid kan verblijven). 
In het boeddhisme is een tempelcomplex een plaats waar monniken wonen, en waar (soms) de leken hen kunnen bezoeken voor bijvoorbeeld advies in het spirituele. Een tempelcomplex heeft meerdere religieuze plaatsen, gewijd aan verschillende boeddha's (vergelijkbaar met aan verschillende heiligen gewijde altaren in een kerk). Dit was ook het geval in de antieke oudheid in bijvoorbeeld Klein-Azië en het hele Midden-Oosten.
In het jodendom wordt het woord tempel meestal alleen gebruikt voor de twee voormalige achtereenvolgende Joodse tempels.

## Functie
De tempel of het tempelcomplex heeft meestal meer dan één functie. De oude Egyptenaren bouwden een tempel als woning voor de godheid. Er stond dan een beeld dat deze godheid, bijvoorbeeld Isis symboliseerde. Ook in het oude India was dit de hoofdfunctie. Het beeld zelf of een replica werd dan bij bepaalde gelegenheden naar buiten gehaald en rondgedragen, opdat iedereen het zou kunnen zien. Want normaal gingen alleen ingewijden tot het binnenste van de tempel.
In de klassieke oudheid had de tempel een complexe religieuze, politieke, sociale en economische functie (zie ook: tempeleconomie). De tempels hadden kudden, land, bos en goederen in bezit, bijvoorbeeld de tempel van Inanna in Erech, waar op de beroemde Warkavaas taferelen zijn afgebeeld, die dit illustreren. Het waren tegelijk de administratieve centra van landbouw- en handelsactiviteiten, ze fungeerden voor de streekplanning en als werkbeurs, voor toewijzing van personeel en taken in het hele gebied rondom. Handwerklieden, boeren, schaapherders, pluimveehouders, vissers en fruitkwekers kregen er allen hun taken toegewezen. Alles werd gezien en gedaan in relatie tot de Godin. In Sumerië heette de hogepriesteres Entu, in Anatolië was het de Tawawannas.
Mensen konden er om raad komen en daarvoor was er een profetes, eventueel de hogepriesteres zelf, zoals in Delphi aan de tempel van Apollo, die overigens aanvankelijk aan Artemis was gewijd. Tempels die aan vrouwelijke godheden zijn gewijd, zijn vaak herkenbaar door hun ronde vorm. Ook de latere Basilieken hebben vaak deze vorm als zij aan de Mariacultus zijn gewijd.
In Egypte kon men ook in het tempelcomplex terecht voor geestelijke en lichamelijke verzorging en voor gezondheidskuren. Met dat doel waren daar zelfs thermische baden voorzien. De priesteressen hadden verregaande kennis van het gebruik van kruiden en mineralen. Daarom was er ook meestal een min of meer grote tuin, waar vooral kruiden werden geteeld, maar die ook voor het comfort van de bezoekers dienden.

## Ruimte
Bij gebrek aan een (eigen) gebouw kan volstaan worden met een klein hoekje dat wordt ingericht en gewijd aan dat wat speciaal en bijzonder is. Hieruit zou je kunnen afleiden dat een tempel enkel een tempel kan zijn in de intentie van een mens. Een voorbeeld hiervan is het Bijbelse Tabernakel, een speciale tent, waarin de Ark van het Verbond geplaatst werd, en die dienstdeed als het huis van de God van Israël in de tijd dat Mozes met zijn volk door de woestijn trok.

## Tuinarchitectuur
Een tempel was voornamelijk in de achttiende en negentiende eeuw een geliefd motief bij de aanleg van landschapstuinen en -parken. De ronde of ovale gebouwtjes werden meestal in een klassieke stijl gebouwd en functioneerden als theekoepel, kiosk, belvedère of muziekkoepel.

## Ecologisme
De aarde wordt in haar pracht, praal en diversiteit wel gezien als de ultieme tempel. Ook bestaan zienswijzen die stellen dat het menselijk lichaam een tempel is.

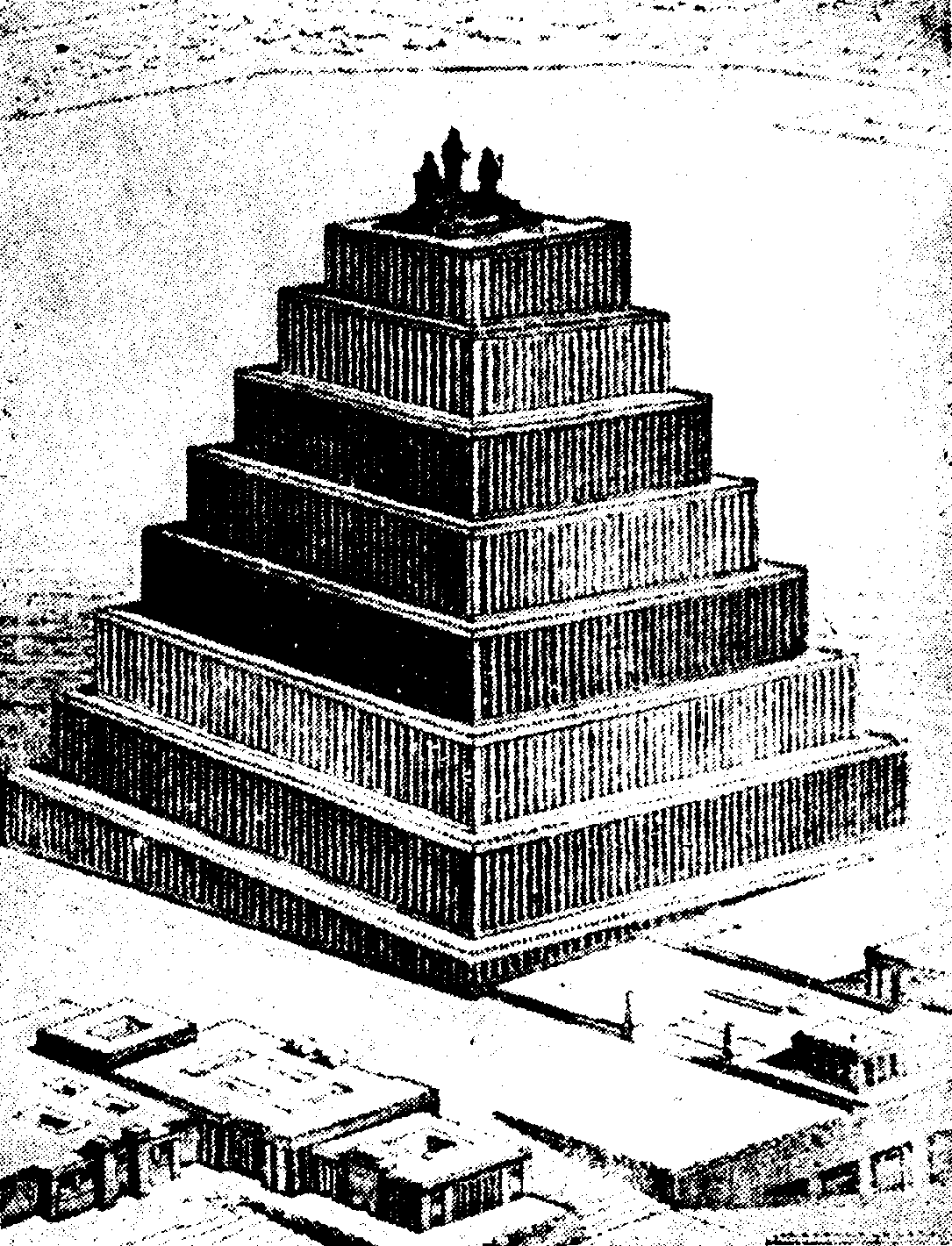
Ziggoerat, een Babylonische tempeltoren
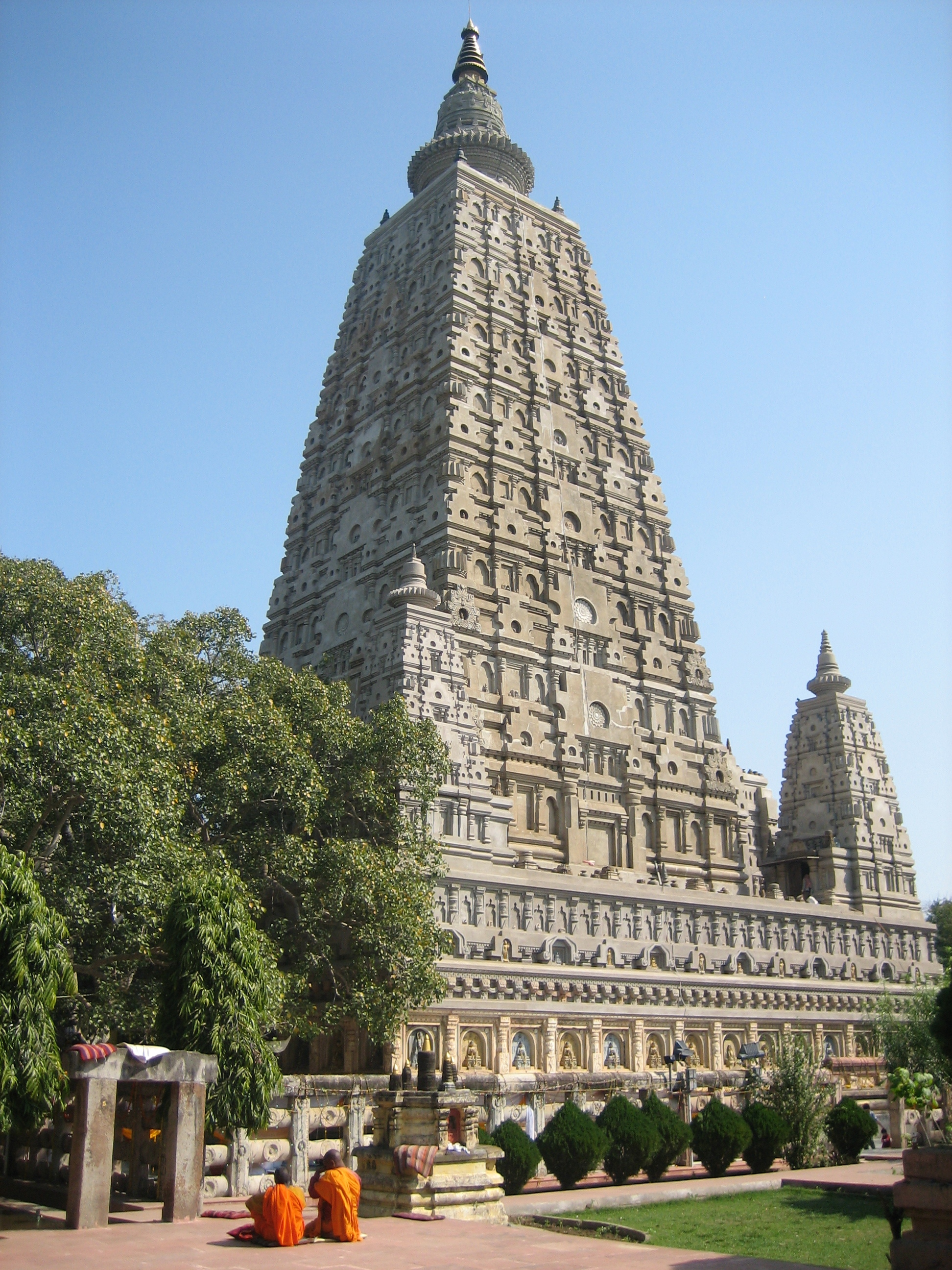
Mahabodhitempel, India
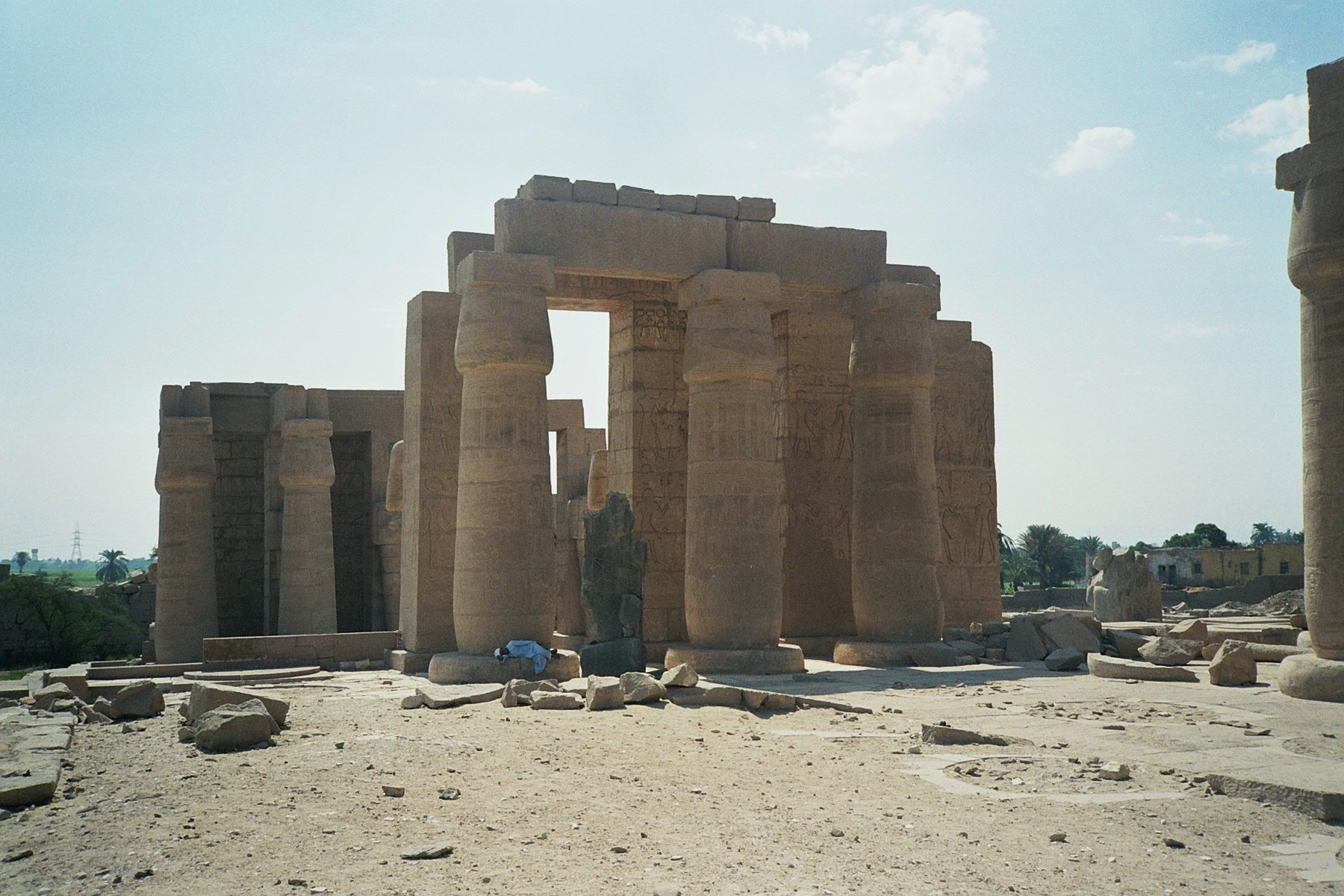
Ramesseum, Luxor, Egypte, ter ere van Ramses II en Amon
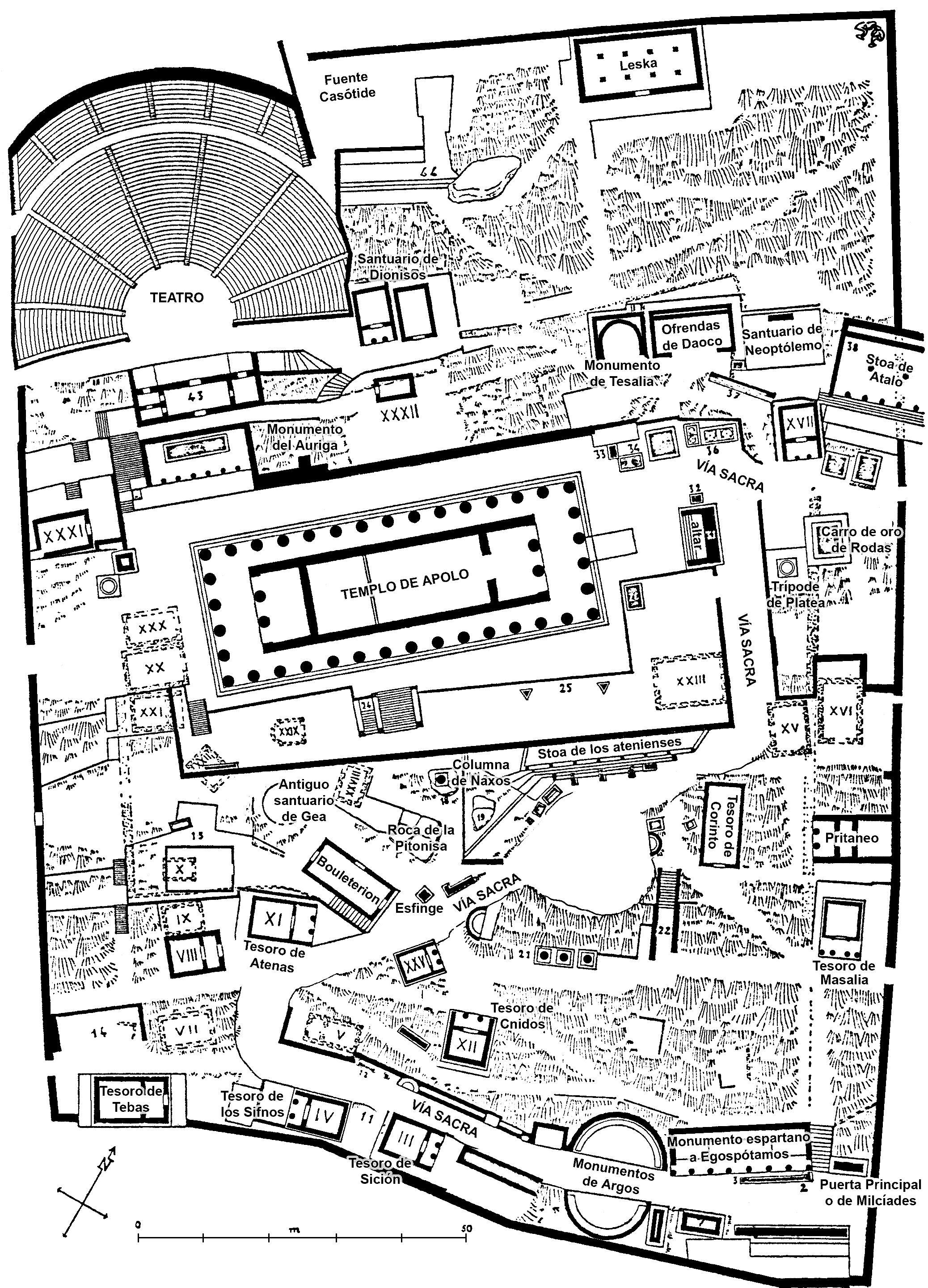
Plattegrond van Delphi, met onder andere de tempel gewijd aan Apollo (die daarvoor aan Artemis was gewijd)
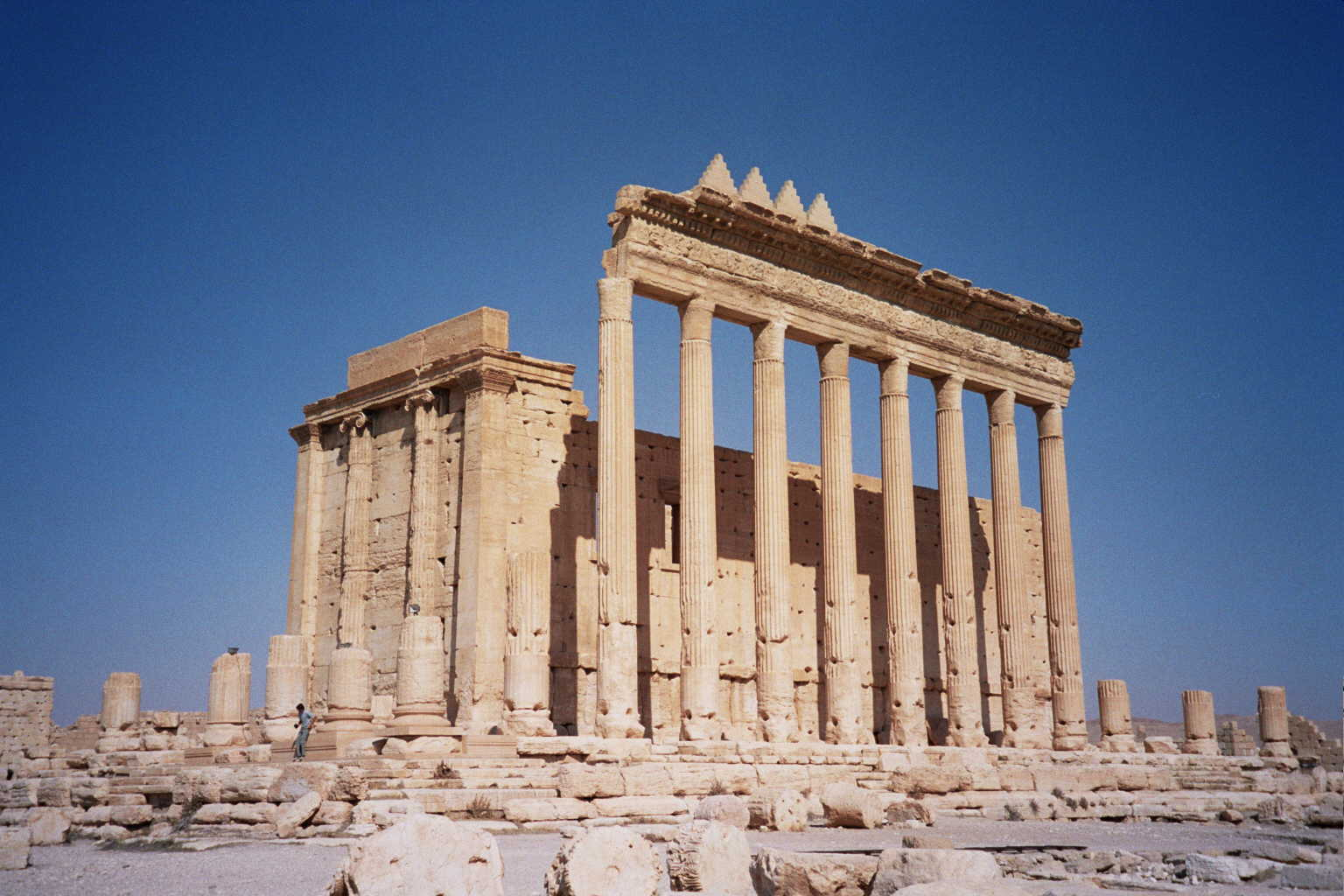
Overblijfselen van de tempel van Baäl in Palmyra
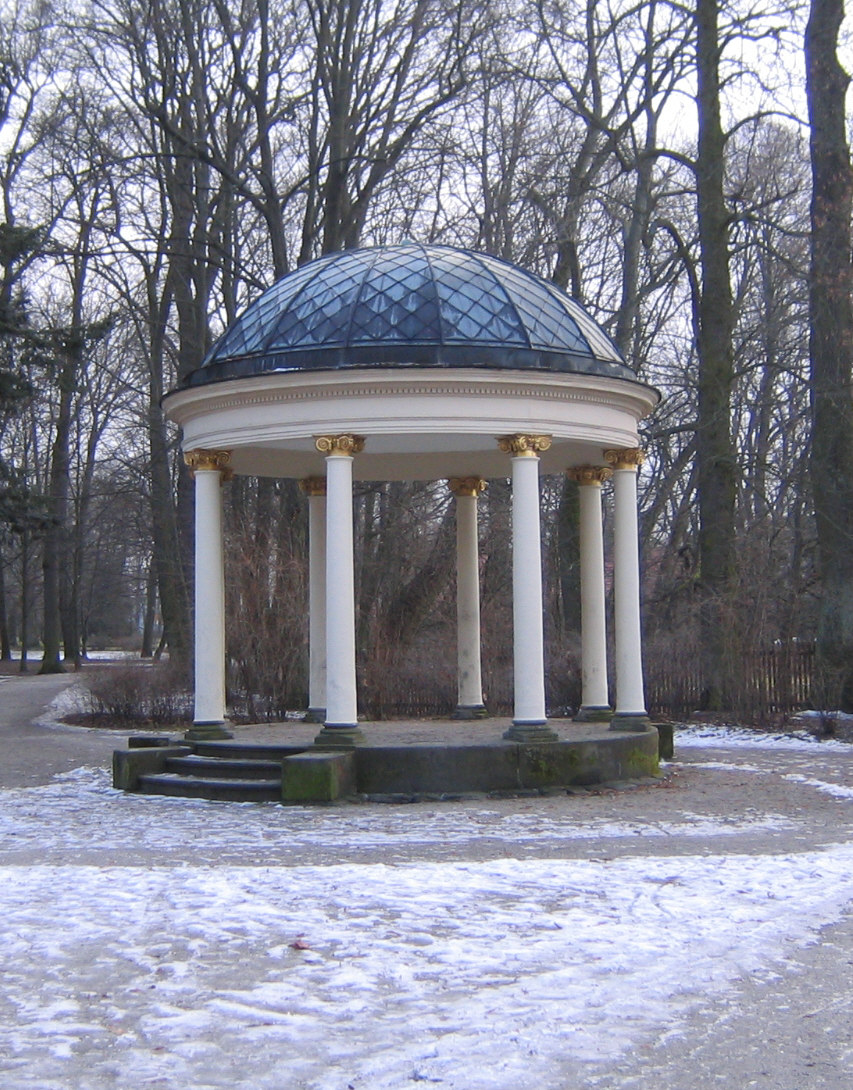
De tempel in het Hofgarten-park te Bayreuth
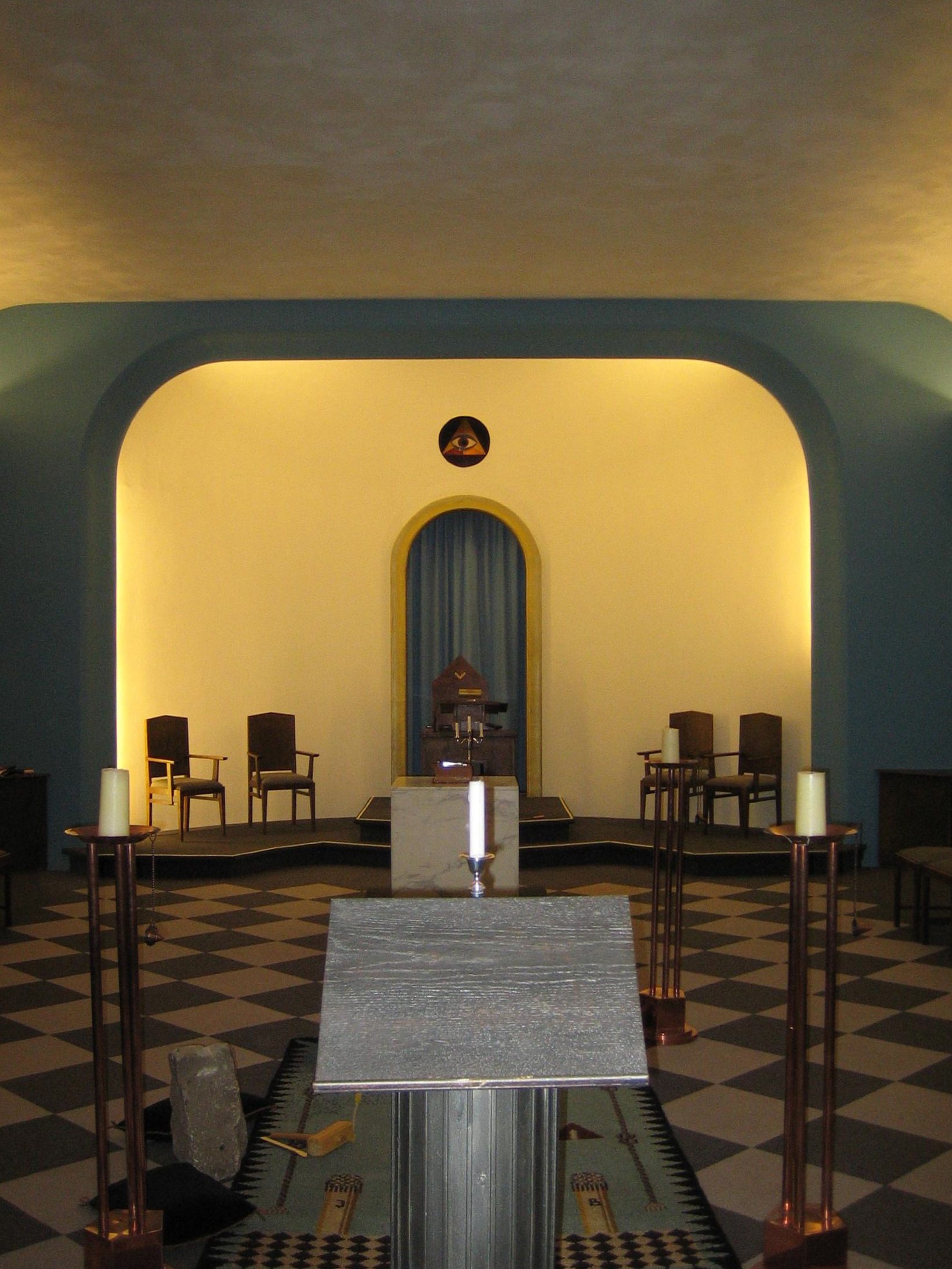
Grote vrijmetselaarstempel of werkplaats ingericht voor een inwijding bij de loge L'Union Provinciale